# Cardinal de deșert
Cardinalul de deșert (Cardinalis sinuatus) este o pasăre cântătoare nord-americană de mărime medie, prezentă în sud-vestul Americii și în nordul Mexicului.

## Taxonomie
Cardinalul de deșert este una dintre cele trei păsări din genul Cardinalis din familia Cardinalidae, un grup de păsări paseriforme din America de Nord și de Sud. Numele de pyrrhuloxia – cândva parte a denumirii sale științifice – provine din termenii grecești care descriu coloritul său (πυρρος = pyrrhos = roșiatic sau portocaliu) și forma ciocului (λοξος = loxos = oblic). Denumirea comună, cardinalul de deșert, se referă la faptul că acesta locuiește în sud-vestul continentului nord-american și adesea în regiuni aride.

## Hrană

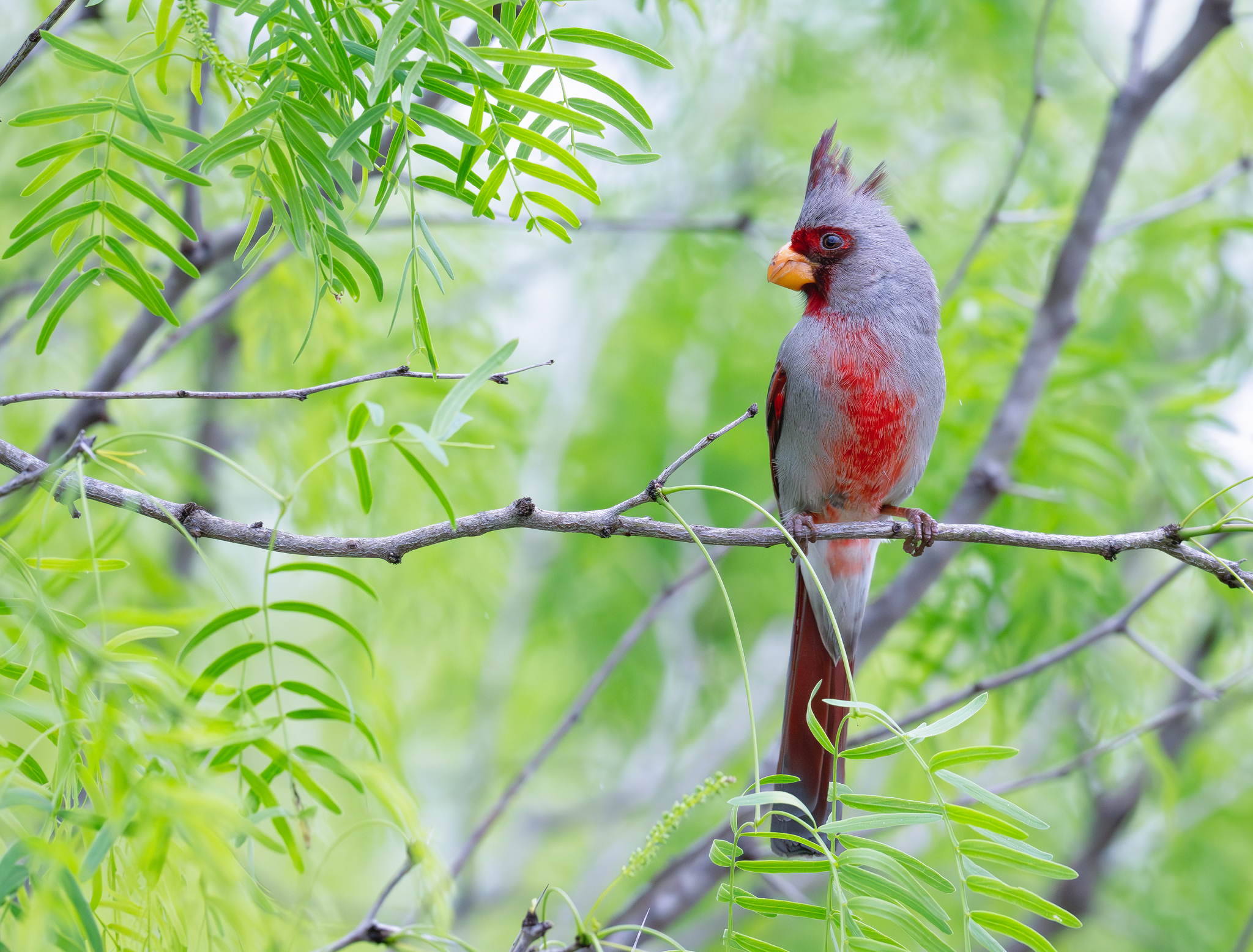
Se hrănește cu semințe, fructe și insecte

Se hrănește cu semințe, fructe și insecte. El culege semințe predominant de pe tulpinile ierburilor și plantelor și prinde insecte din copaci. De asemenea, caută fructe de cactus pentru consum. Această pasăre este benefică pentru câmpurile de bumbac, deoarece ajută la distrugerea populațiilor de viermi și gărgărițe ale bumbacului. Această specie de cardinal vizitează și hrănitoarele pentru păsări, iar iarna se hrănește în stoluri uriașe, care numără uneori mii de exemplare.

## Reproducere
Sezonul de reproducere pentru acest cardinal începe de obicei la mijlocul lunii martie și se încheie la mijlocul lunii august. Pe măsură ce se apropie sezonul de reproducere, masculii stabilesc și apără teritorii. Masculul își apără teritoriul alungând intrușii și, dintr-un punct de observație bun, cântând. Acolo unde teritoriile de reproducere ale cardinalilor de deșert și nordici se suprapun, nu au fost observate conflicte interspecifice.
Cardinalul de deșert își face cuibul într-un tufiș dens, adesea ascuns. Cuibul este mic și are forma unui bol sau a unei cupe, alcătuit din iarbă, crenguțe sau bucăți de scoarță de copac. Cel mai frecvent, cuiburile sunt formate din două până la patru ouă, care sunt albicioase cu pete verzi sau gri. În timpul unei perioade de incubație de două săptămâni, masculul aduce hrană femelei. La eclozare, puii sunt neajutorați și au un cioc galben strălucitor cu o căptușeală roșie în jurul gurii. Puii își iau zborul în jurul vârstei de 10 zile, în timp ce atât masculul, cât și femela se ocupă de pui. Puiul poate aștepta până la o lună înainte de a-și lua zborul complet, devenind independent și hrănindu-se în stoluri mari. În această perioadă, pasărea atinge o creștere completă.

## Relația cu oamenii
Având în vedere că mari suprafețe din habitatul cardinalului de deșert din zona sa nordică au fost pierdute din cauza omului, spre deosebire de cardinalul nordic, populațiile acestuia par să fie în ușor declin.

## Galerie

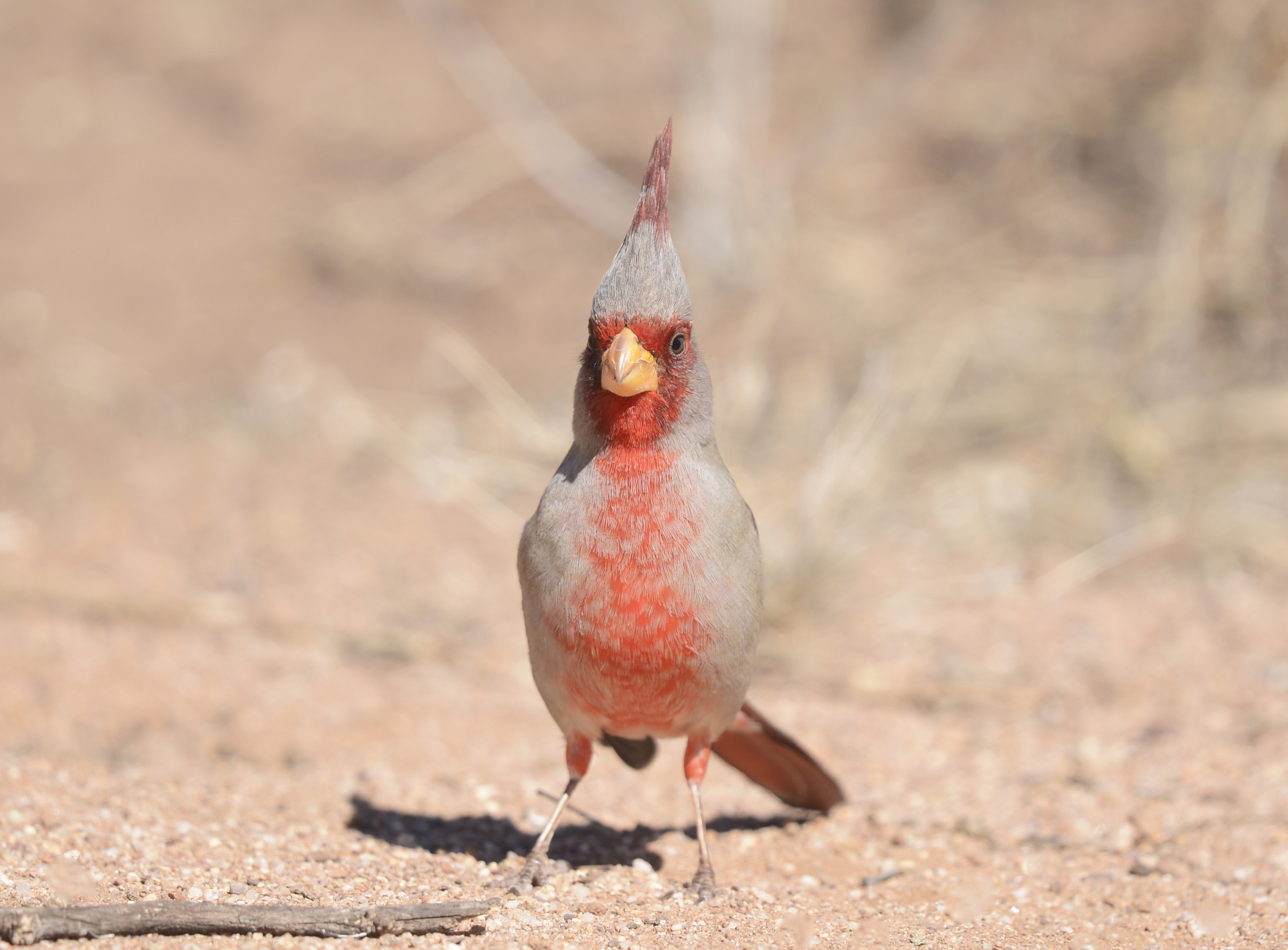
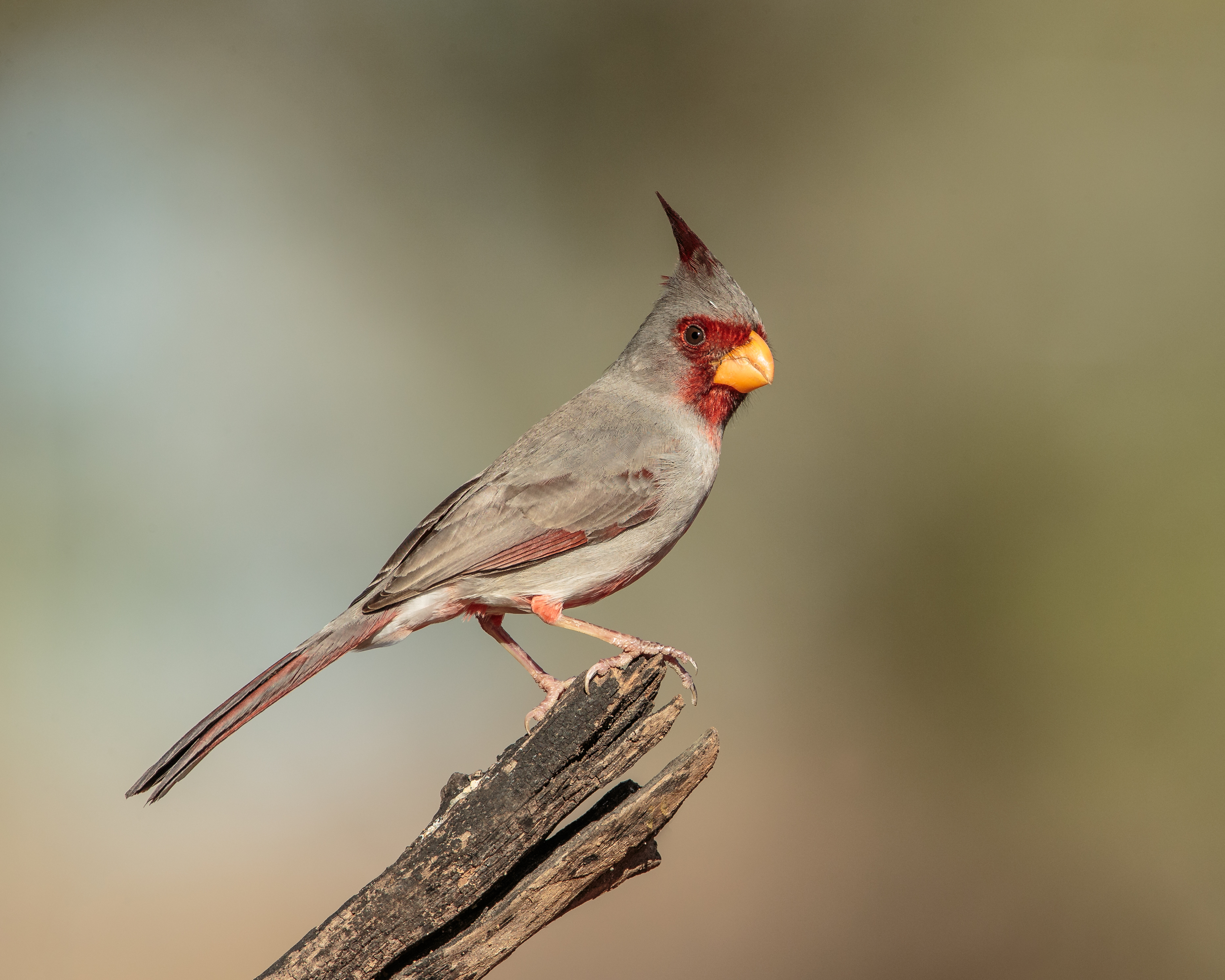
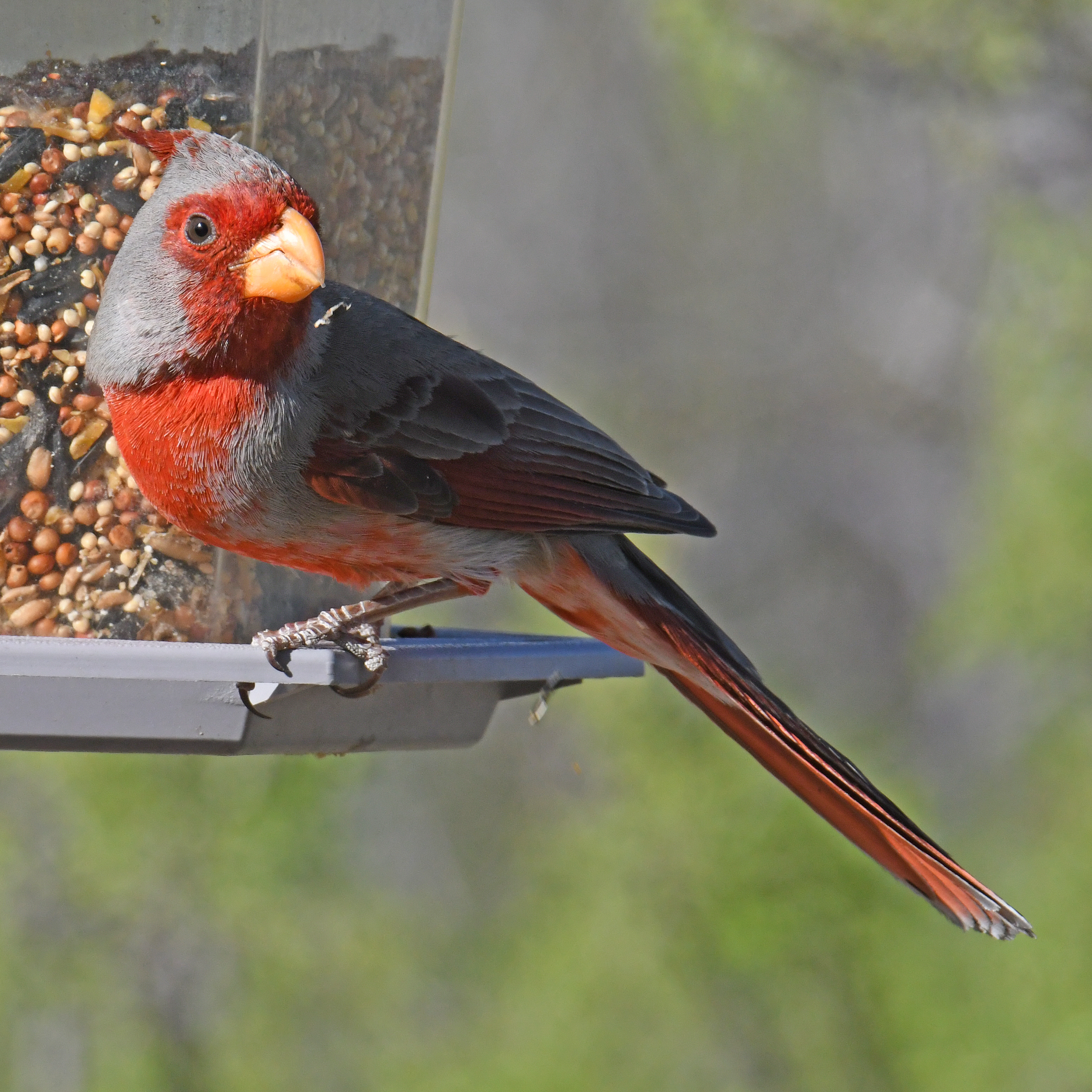
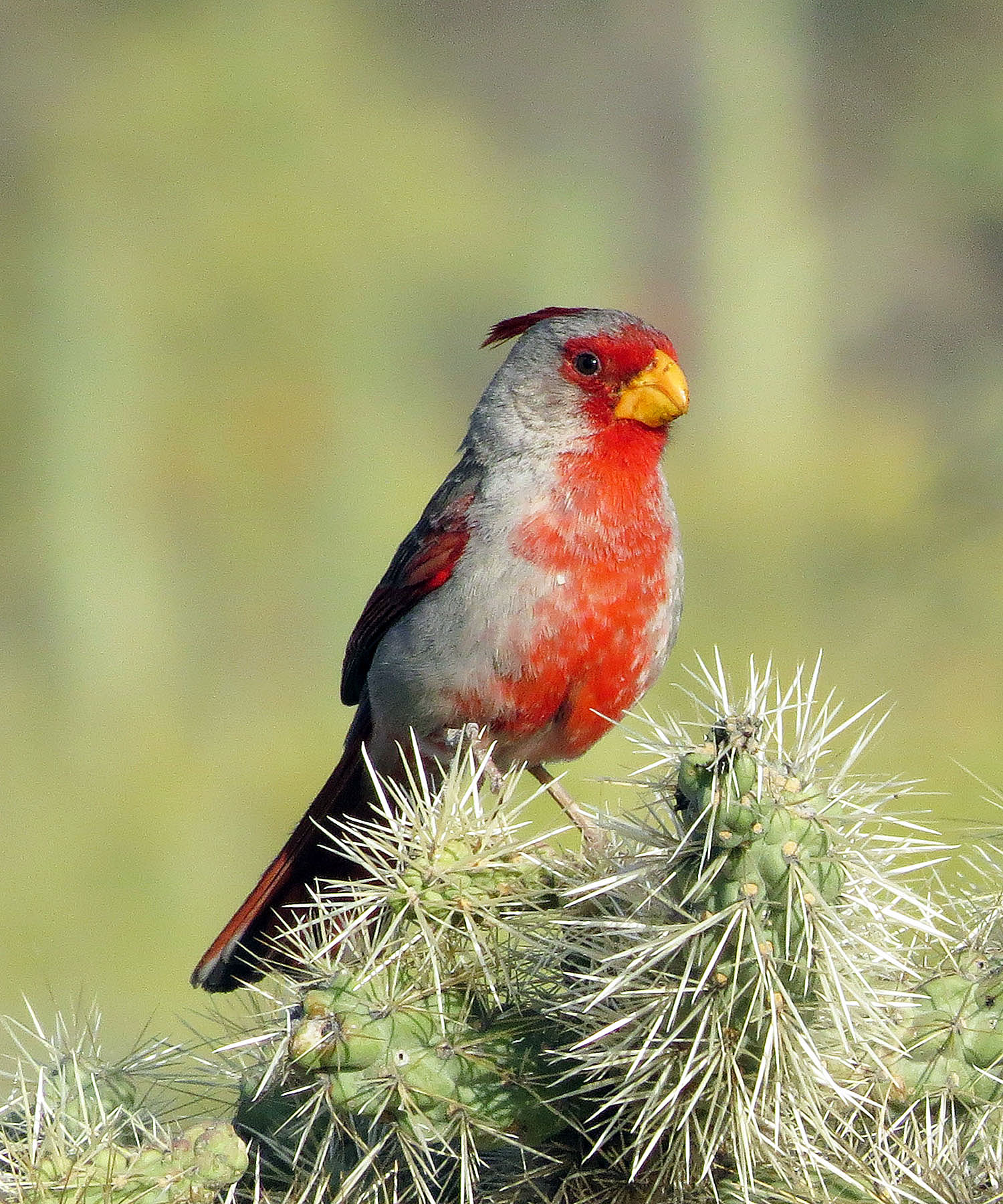